# Håkon Eiriksson
Håkon Eiriksson (Håkon Eiriksson Ladejarl), (ca. 998 - ca. 1029), var søn af Erik Håkonsson Ladejarl og Gyda Svendsdatter, datter af Svend Tveskæg. Han var sønnesøn af Håkon Sigurdsson ladejarl, norsk regent fra ca 970 til 995.
Håkon fik i 1012 titlen ladejarl sammen med sin farbror Svend Håkonsson da faren Erik drog til Danmark for at deltage i Svend Tveskæg og sønnens Knuds angreb på England.  17 år gammel, i 1015, blev han indsat som rigsbestyrer (jarl over Norge) sammen med Svend Jarl, da faren tog over som jarl af Northumbria. Ladejarlerne havde sørget for at få den mægtige trønderhøvding Einar Tambeskælver til rådgiver og allieret ved at lade ham gifte sig med Erik og Svends søster Bergljot Håkonsdatter.
Hans datter Bodil blev gift med Ulv Galiciefarer.